# Аеродром Шангај-Пудонг
Међународни аеродром Шангај-Пудонг (кин: 上海浦东国际机场, енгл. Shanghai Pudong International Airport) (IATA: PVG, ICAO: ZSPD) је један од два међународна аеродрома града Шангај у источној Кини. Други је Међународни аеродром Шангај-Хунцјао, који је више посвећен домаћем саобраћају. Налази се око 30 километара источно од центра града и простире на 40 квадратних километара. 
Међународни аеродром Шангај-Пудонг је хаб за авио компаније: Чајна истерн ерлајнс, Шангај ерлајнз, Ер Чајна и секундарни хаб за Чајна садерн ерлајнс. Хаб је још за приватне компаније Џуневао ерлајнз и Спринг ерлајнз. Аеродром је карго хаб за компаније FedEx, UPS и DHL. 